# Häuser Döser Seedeich 1 bis 4
Die Häuser Döser Seedeich 1 bis 4 in Cuxhaven am Strand von Döse stehen unter niedersächsischem Denkmalschutz und sind in der Liste der Baudenkmale der Außenbezirke der Stadt Cuxhaven enthalten.

## Geschichte
Das 1394 erstmals genannte Döse ist einer der touristischen Schwerpunkt von Cuxhaven.
Die vier verputzten, zweigeschossigen Wohn- und Ferienhäuser entstanden etwa zeitgleich um 1900 im Stil der Bauten der Jahrhundertwende. Die unterschiedlichen Bauten im früheren Lotsenviertel haben sehr verschiedene Dächer als Krüppelwalm-, Walmdach und Mansarddach mit Dachziegeleindeckungen.

Die Häuser werden heute durch Ferienappartements und kleine Hotels genutzt; zwei davon mit den maritimen Namen Hus Kiek in de See und Villa Caldera.
Der Bauherr der Villa Caldera von 1904 kam aus der namensgebenden, chilenischen Hafen- und Salpeterstadt Caldera. Im Hus Kiek in de See hat der Dichter Joachim Ringelnatz öfters als Feriengast gewohnt.

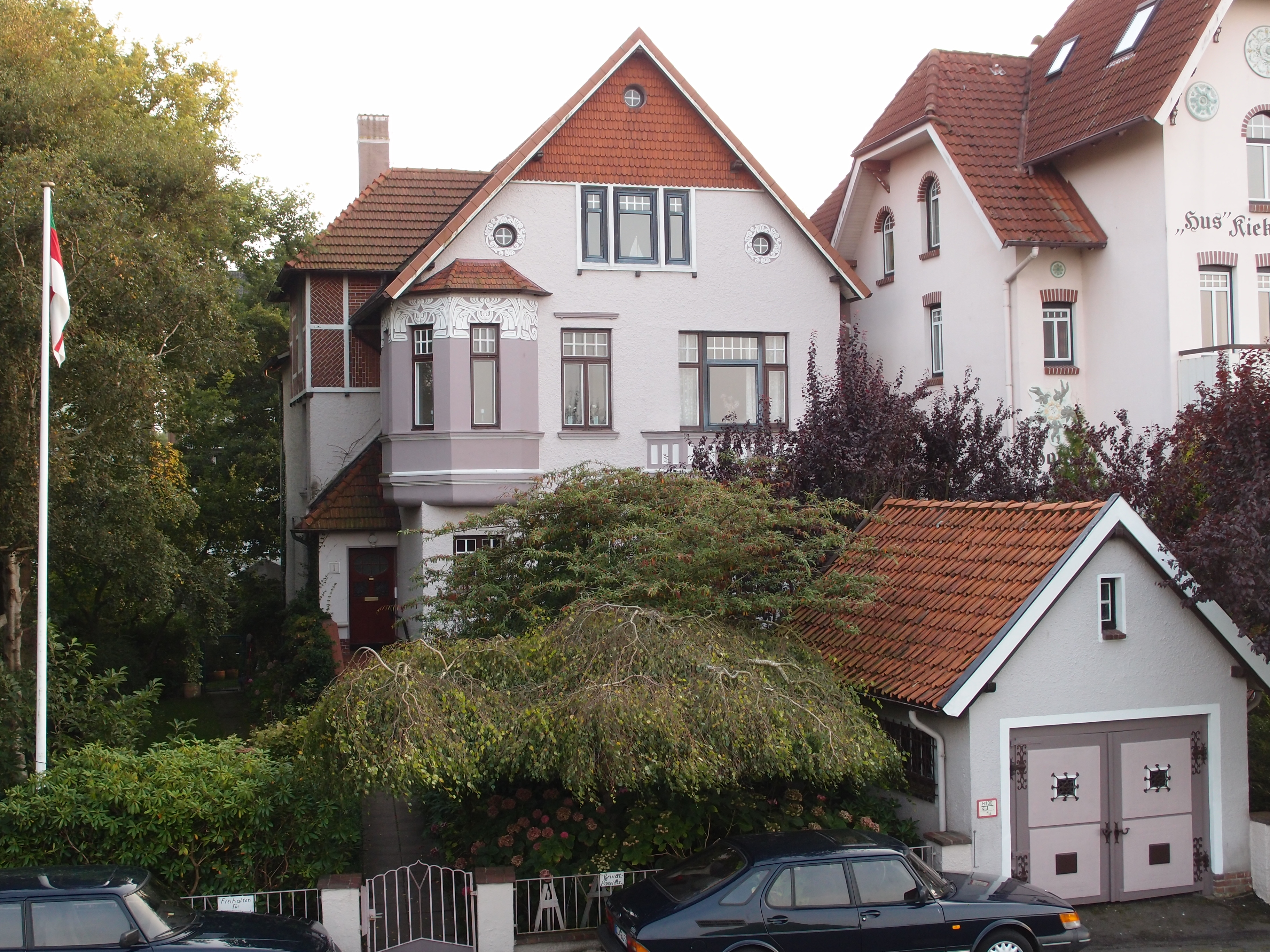
Nr. 1
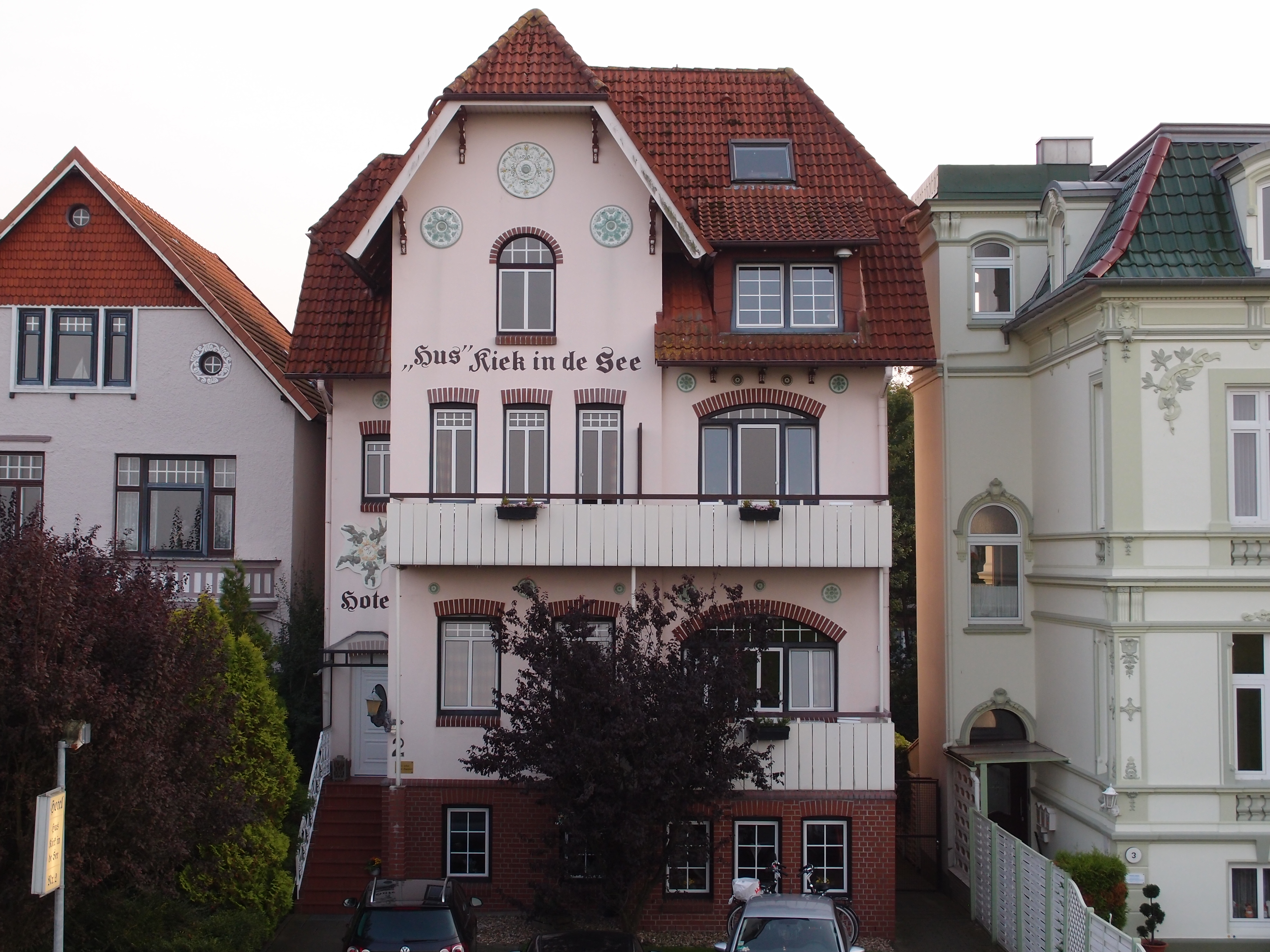
Nr. 2: Hus Kiek in de See
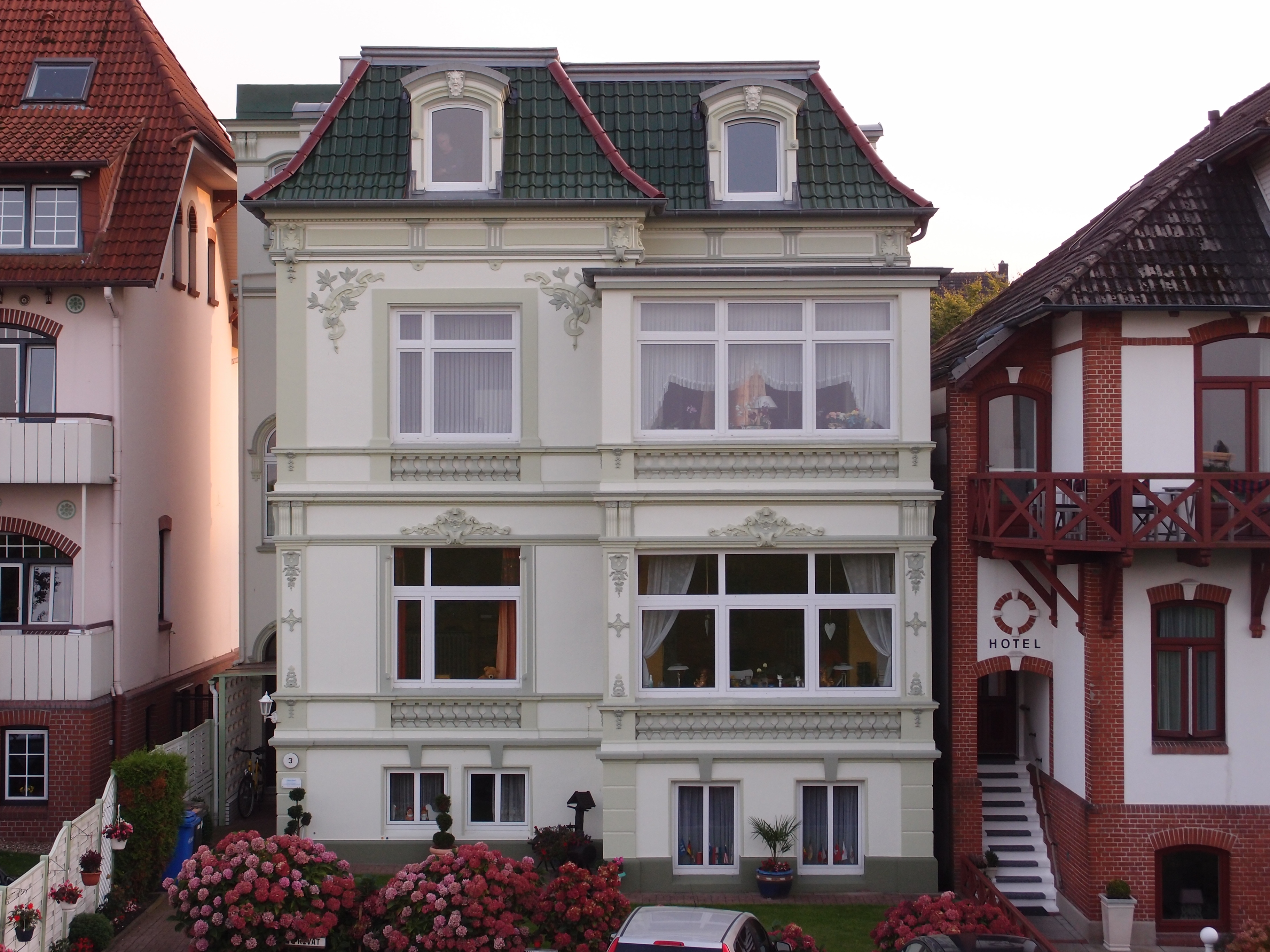
Nr. 3
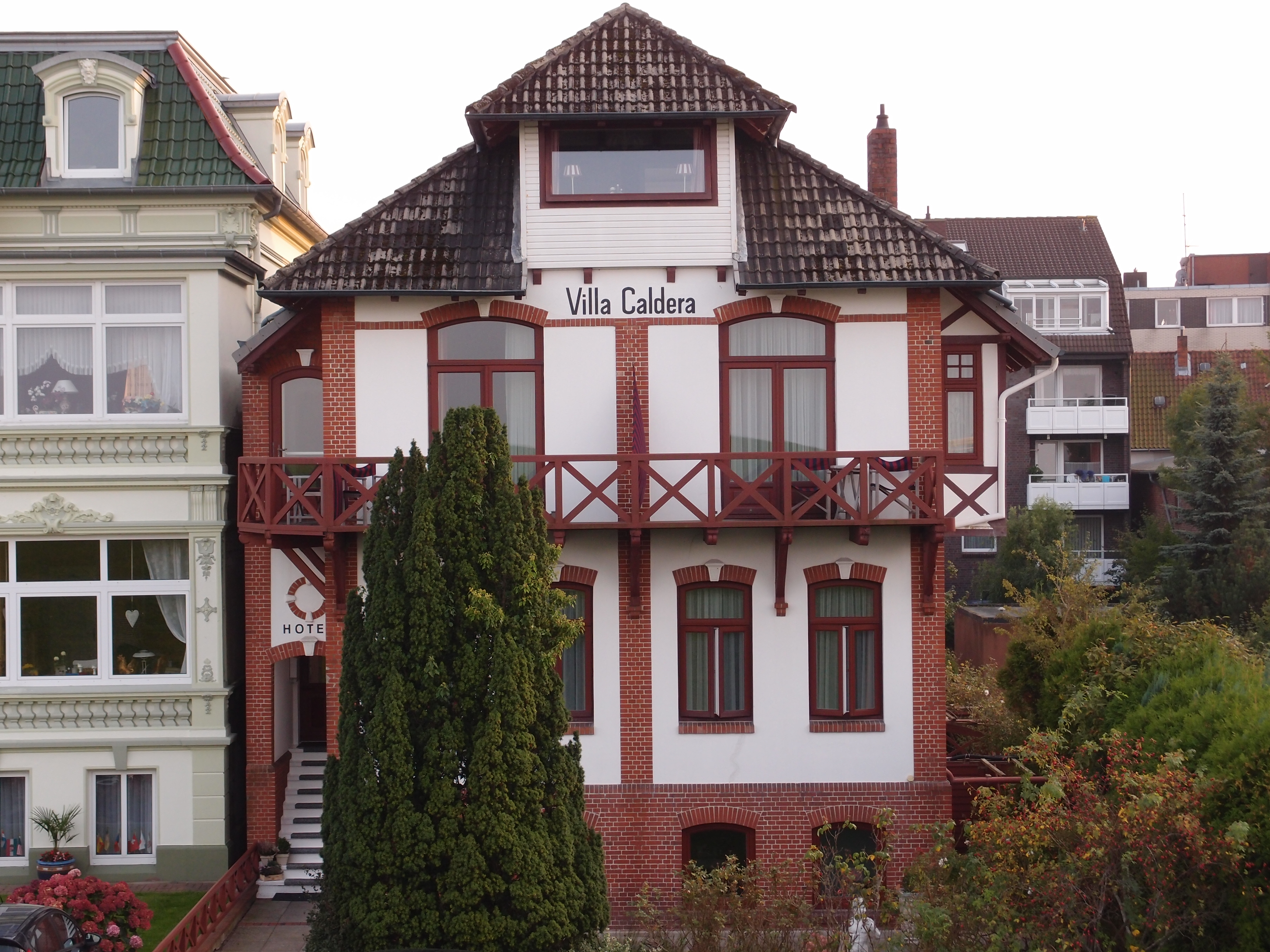
Nr. 4: Villa Caldera